# Panamerikanische Spiele 2015/Leichtathletik – 200 m der Frauen
Der 200-Meter-Lauf der Frauen bei den Panamerikanischen Spielen 2015 fand am 23. und 24. Juli im CIBC Pan Am und Parapan Am Athletics Stadium in Toronto statt.
23 Läuferinnen aus 15 Ländern nahmen an den Läufen teil. Die Goldmedaille gewann Kaylin Whitney nach 22,65 s, Silber ging an Kyra Jefferson mit 22,72 s und die Bronzemedaille gewann Simone Facey mit 22,74 s.

## Rekorde
Vor dem Wettbewerb galten folgende Rekorde:
| Weltrekord        | Florence Griffith-Joyner | 21,34 s | Olympische Spiele in Seoul, Südkorea             | 29. September 1988 |
| Rekord der Spiele | Evelyn Ashford           | 22,45 s | Panamerikanische Spiele in San Juan, Puerto Rico | 9. Juli 1979       |

## Vorläufe
Aus den drei Vorläufen qualifizierten sich die jeweils vier Ersten jedes Laufes – hellblau unterlegt – und zusätzlich die vier Zeitschnellsten – hellgrün unterlegt – für das Halbfinale.

### Lauf 1
23. Juli 2015, 10:25 Uhr

Wind: +1,7 m/s
| Platz | Bahn | Athletin              | Land                | Zeit (s) |
| ----- | ---- | --------------------- | ------------------- | -------- |
| 1     | 6    | Kerron Stewart        | Jamaika             | 22,97    |
| 2     | 2    | Kyra Jefferson        | Vereinigte Staaten  | 23,00    |
| 3     | 4    | Reyare Thomas         | Trinidad und Tobago | 23,30    |
| 4     | 3    | Vitória Cristina Rosa | Brasilien           | 23,36    |
| 5     | 8    | Raquel Tjernagel      | Kanada              | 23,63    |
| 6     | 7    | Nediam Vargas         | Venezuela           | 23,65    |
| 7     | 5    | Marizol Landázuri     | Ecuador             | 23,74    |

### Lauf 2
23. Juli 2015, 10:34 Uhr

Wind: +1,2 m/s
| Platz | Bahn | Athletin          | Land                | Zeit (s) |
| ----- | ---- | ----------------- | ------------------- | -------- |
| 1     | 6    | Kamaria Durant    | Trinidad und Tobago | 22,74 PB |
| 2     | 4    | Ángela Tenorio    | Ecuador             | 22,86    |
| 3     | 1    | Kaylin Whitney    | Vereinigte Staaten  | 22,88    |
| 4     | 7    | Isidora Jiménez   | Chile               | 22,95 PB |
| 5     | 5    | Nercely Soto      | Venezuela           | 22,99 SB |
| 6     | 8    | Sheniqua Ferguson | Bahamas             | 23,03 SB |
| 7     | 3    | Kanika Beckles    | Grenada             | 23,38 PB |
| 8     | 2    | Ana Cláudia Silva | Brasilien           | 37,60    |

### Lauf 3
23. Juli 2015, 10:43 Uhr

Wind: +1,9 m/s
| Platz | Bahn | Athletin            | Land                         | Zeit (s) |
| ----- | ---- | ------------------- | ---------------------------- | -------- |
| 1     | 6    | Simone Facey        | Jamaika                      | 22,95    |
| 2     | 1    | Anthonique Strachan | Bahamas                      | 23,10    |
| 3     | 3    | Kimberly Hyacinthe  | Kanada                       | 23,30    |
| 4     | 8    | Arialis Gandulla    | Kuba                         | 23,31 SB |
| 5     | 2    | Sharolyn Josephs    | Costa Rica                   | 23,70 NR |
| 6     | 5    | Allison Peter       | Amerikanische Jungferninseln | 23,89 SB |
| 7     | 4    | Sunayna Wahi        | Suriname                     | 23,92 PB |
| 8     | 7    | Karene King         | Britische Jungferninseln     | 24,16    |

## Halbfinale
Aus den zwei Halbfinalläufen qualifizierten sich die jeweils drei Ersten jedes Laufes – hellblau unterlegt – und zusätzlich die zwei Zeitschnellsten – hellgrün unterlegt – für das Finale.

### Lauf 1
23. Juli 2015, 18:00 Uhr

Wind: +1,6 m/s
| Platz | Bahn | Athletin            | Land                | Zeit (s) |
| ----- | ---- | ------------------- | ------------------- | -------- |
| 1     | 5    | Kaylin Whitney      | Vereinigte Staaten  | 22,68    |
| 2     | 6    | Kerron Stewart      | Jamaika             | 22,72 SB |
| 3     | 3    | Anthonique Strachan | Bahamas             | 22,79    |
| 4     | 4    | Kamaria Durant      | Trinidad und Tobago | 22,94    |
| 5     | 8    | Isidora Jiménez     | Chile               | 22,96    |
| 6     | 7    | Arialis Gandulla    | Kuba                | 23,08 PB |
| 7     | 1    | Raquel Tjernagel    | Kanada              | 24,07    |
| 8     | 2    | Kanika Beckles      | Grenada             | 28,14    |

### Lauf 2
23. Juli 2015, 18:70 Uhr

Wind: +2,6 m/s
| Platz | Bahn | Athletin              | Land                | Zeit (s) |
| ----- | ---- | --------------------- | ------------------- | -------- |
| 1     | 3    | Ángela Tenorio        | Ecuador             | 22,59    |
| 2     | 4    | Simone Facey          | Jamaika             | 22,64    |
| 3     | 6    | Kyra Jefferson        | Vereinigte Staaten  | 22,65    |
| 4     | 8    | Kimberly Hyacinthe    | Kanada              | 22,81    |
| 5     | 5    | Reyare Thomas         | Trinidad und Tobago | 22,88    |
| 6     | 2    | Sheniqua Ferguson     | Bahamas             | 23,03    |
| 7     | 1    | Nercely Soto          | Venezuela           | 23,06    |
| 8     | 7    | Vitória Cristina Rosa | Brasilien           | 23,14    |

## Finale
24. Juli 2015, 17:40 Uhr

Wind: +1,1 m/s
| Platz | Bahn | Athletin            | Land                | Zeit (s) |
| ----- | ---- | ------------------- | ------------------- | -------- |
|       | 5    | Kaylin Whitney      | Vereinigte Staaten  | 22,65    |
|       | 7    | Kyra Jefferson      | Vereinigte Staaten  | 22,72    |
|       | 4    | Simone Facey        | Jamaika             | 22,74    |
| 4     | 3    | Ángela Tenorio      | Ecuador             | 22,88    |
| 5     | 6    | Kerron Stewart      | Jamaika             | 23,07    |
| 6     | 1    | Kimberly Hyacinthe  | Kanada              | 23,28    |
| 7     | 2    | Reyare Thomas       | Trinidad und Tobago | 23,32    |
|       | 8    | Anthonique Strachan | Bahamas             | DNF      |